# مارسيل يانسن
مارسيل يانسن (بالألمانية: Marcell Jansen) لاعب كرة قدم ألماني من مواليد 4 نوفمبر 1985 في مونشنغلادباخ في ألمانيا.
يلعب مع نادي هامبورغ اس في حاليا.
بدأ باللعب مع منتخب ألمانيا لكرة القدم سنة 2005 وهو خارج المنتخب الألماني حاليا.

## وصلات خارجية
- مارسيل يانسن على موقع الاتحاد الدولي (مؤرشف)  (الإنجليزية)
- مارسيل يانسن على موقع الاتحاد الأوربي (الإنجليزية)
- مارسيل يانسن على موقع قاعدة بيانات كرة القدم.إي يو (الإنجليزية)
- مارسيل يانسن على موقع بيانات كرة القدم. دي إي (الألمانية)
- مارسيل يانسن على موقع ناشيونال فوتبول تيمز (الإنجليزية)
- مارسيل يانسن على موقع Soccerbase.com (لاعب) (الإنجليزية)
- مارسيل يانسن على موقع Soccerway.com (الإنجليزية)
- مارسيل يانسن على موقع عالم كرة القدم.نت (الإنجليزية)
- مارسيل يانسن على موقع كووورة
- مارسيل يانسن على موقع AS.com (الإسبانية)

(بالألمانية)
```
موقع اللاعب
```